# فرودگاه دالا
فرودگاه دالا (به انگلیسی: Dala Airport) (به زبان بومی: Dala Airport) یک فرودگاه همگانی و نظامی مسافربری با کد یاتا BLE است که یک باند فرود آسفالت دارد و طول باند آن ۲۳۱۰ متر است. این فرودگاه در شهر بورلنیه کشور سوئد قرار دارد و در ارتفاع ۱۵۳ متری از سطح دریا واقع شده‌است.

## شرکت‌های هواپیمایی و مقصدهای پروازی
The following airlines operate regular scheduled and charter services to and from Dala Airport:
| شرکت‌های هواپیمایی       | مقصدهای پروازی                          |
| ----------------------- | --------------------------------------- |
| AIS Airlines            | گوتنبرگ-لاندوتر، مالمو                  |
| کرندون ایرلاینز         | چارتر فصلی: آنتالیا                     |
| Evelop Airlines         | چارتر فصلی: گرن کناریا، پالما د مایورکا |
| Thomas Cook Scandinavia | چارتر فصلی: رود                         |
| سان اکسپرس              | چارتر فصلی: آنتالیا                     |